# Twitter, Inc.

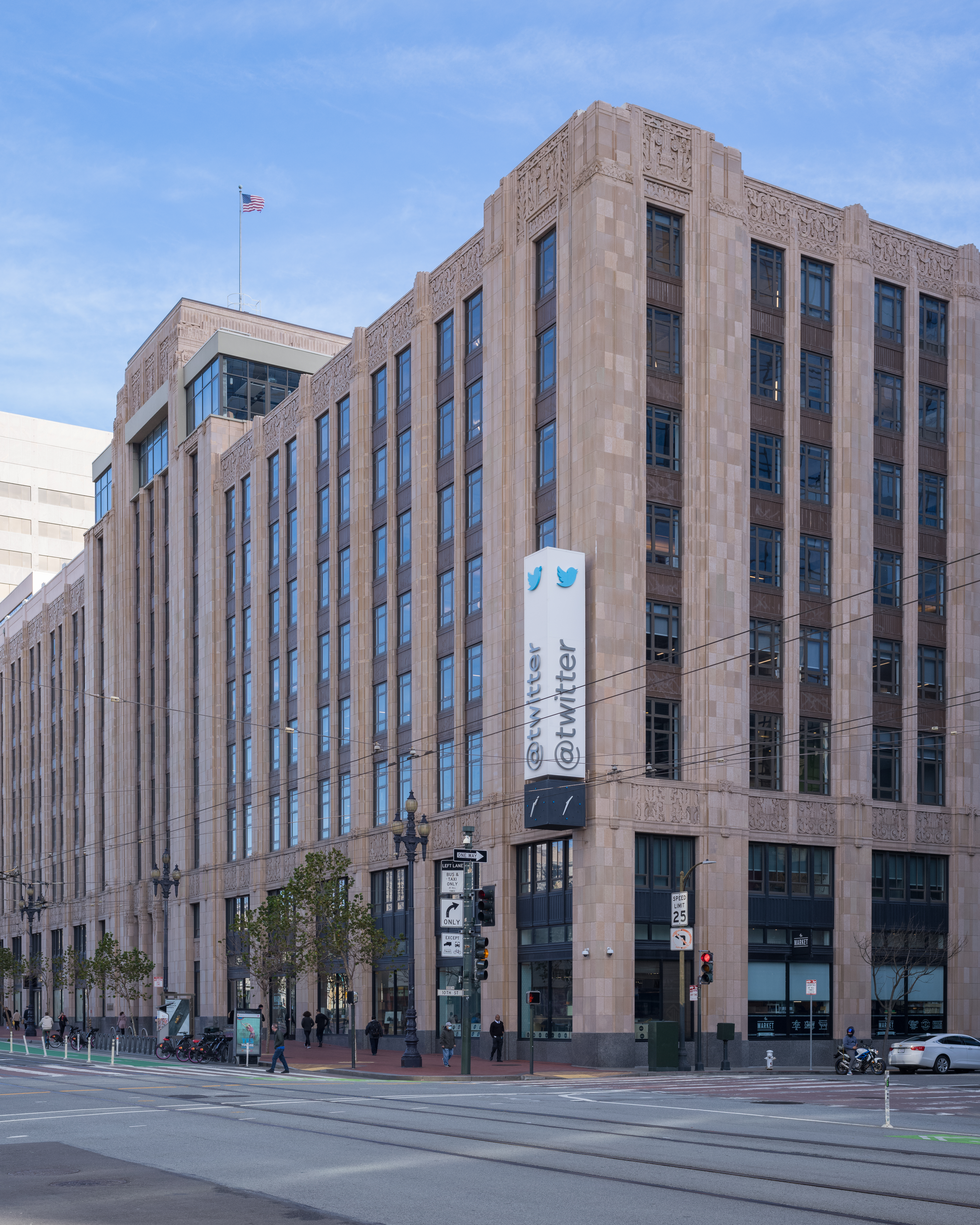
Twitter-Hauptsitz in San Francisco (Januar 2023)

Twitter, Inc. war ein börsennotiertes US-amerikanisches Unternehmen mit Sitz in San Francisco und Betreiber des gleichnamigen Mikroblogging-Dienstes Twitter sowie der Apps Vine und Periscope. Das Unternehmen wurde 2006 von Jack Dorsey, Noah Glass, Biz Stone und Evan Williams gegründet. 2022 wurde das Unternehmen von einer Investorengruppe unter der Leitung von Elon Musk für rund 44 Milliarden US-Dollar übernommen und im April 2023 in dessen Unternehmen X Corp. eingegliedert. Twitter wurde als eigenständiges Unternehmen aufgelöst.

## Geschichte

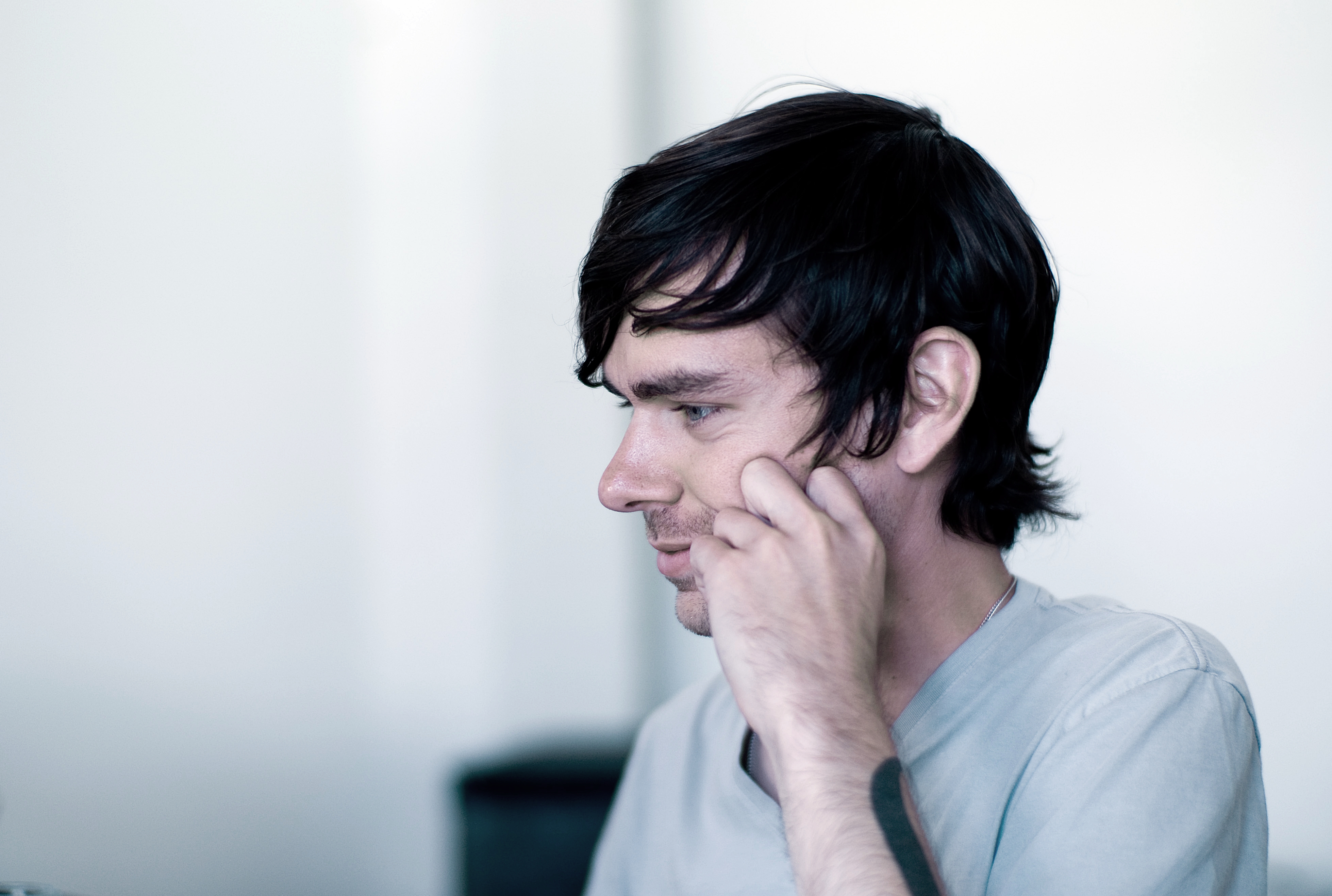
Softwareentwickler und Twitter-Erfinder Jack Dorsey (2008)

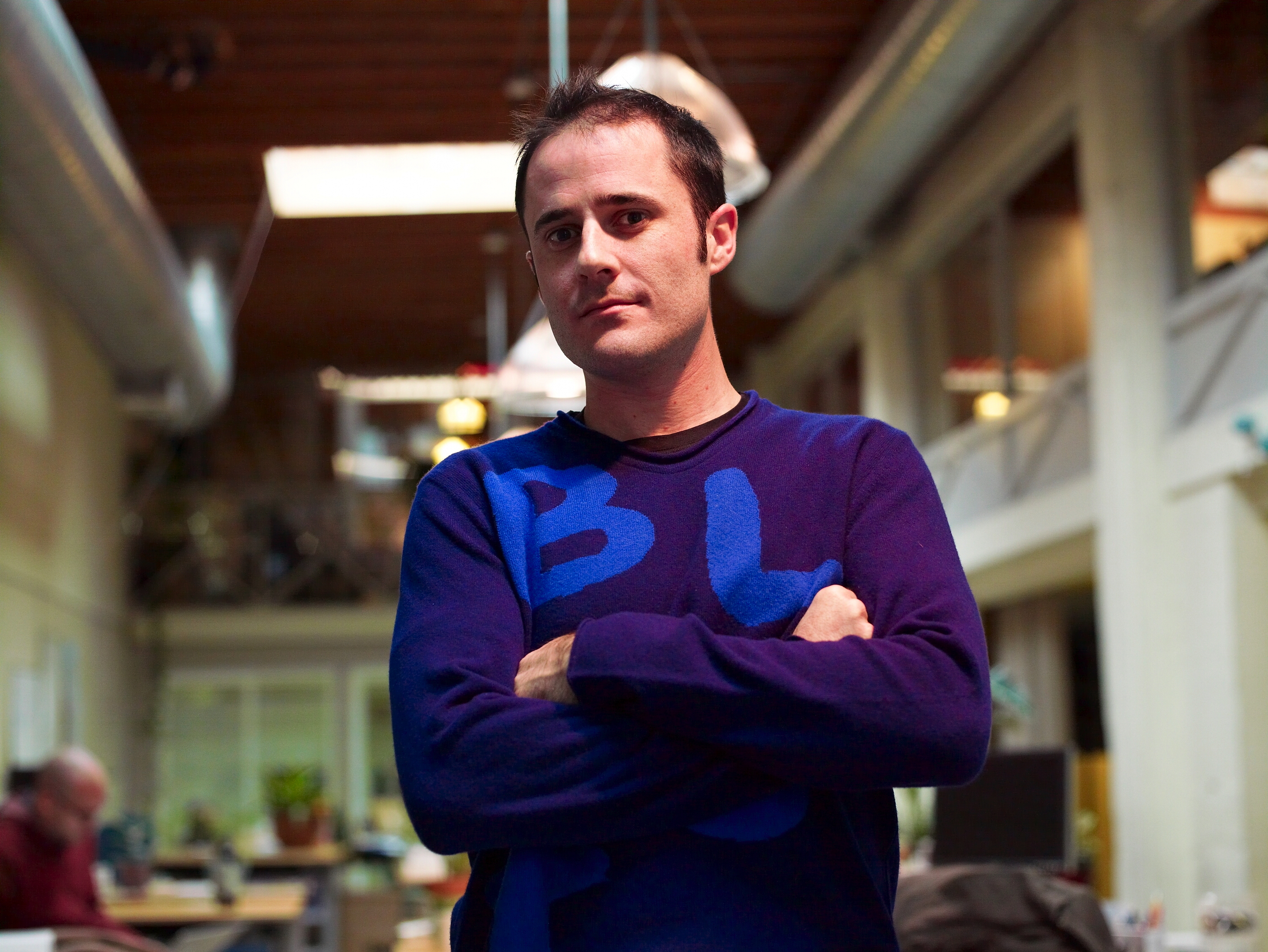
Gründer Evan Williams (2007)

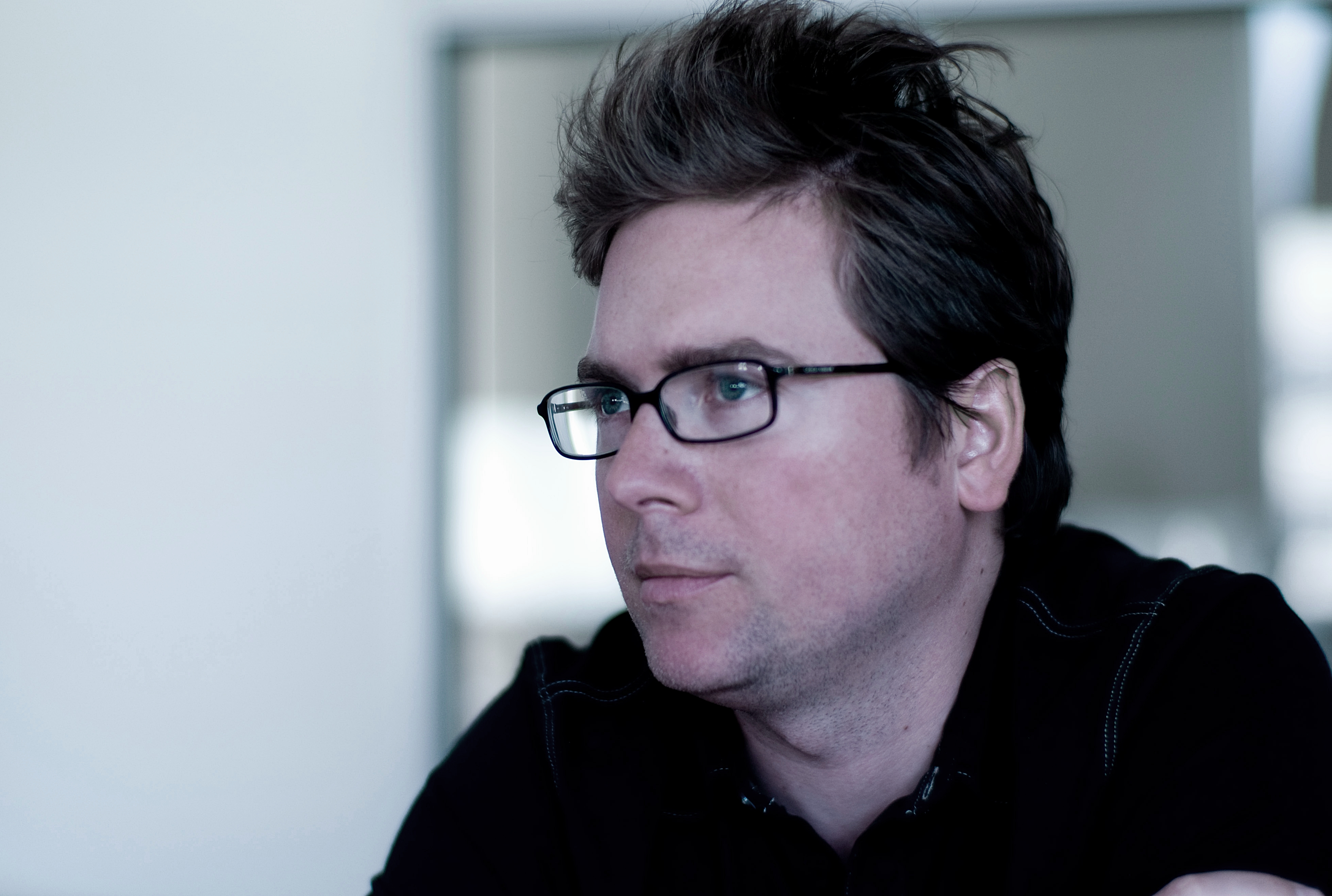
Grafiker Biz Stone (2008)

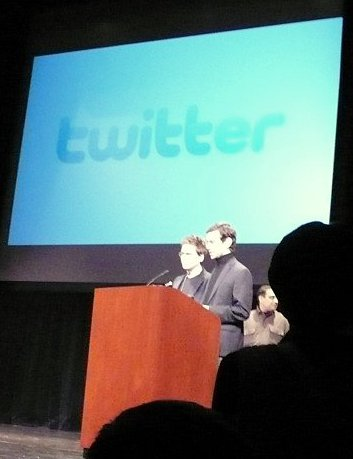
Die Twitter-Gründer Biz Stone und Jack Dorsey bei der Verleihung eines TechCrunch-Preises für das beste mobile StartUp (2008)

Twitter war ursprünglich ein Forschungs- und Entwicklungsprojekt zur internen Kommunikation für Mitarbeiter der San Franciscoer Podcasting-Firma Odeo, gegründet im März 2006 von Jack Dorsey, Biz Stone und Evan Williams. Später wurde bekannt, dass mit Noah Glass eine weitere Person an der Gründung von Twitter maßgeblich beteiligt war. Glass war es auch gewesen, der den Namen Twitter vorgeschlagen hat.
Anfangs lief die Technik des Twitter-Services direkt auf dem IBM-ThinkPad-Laptop von Glass. Mitentwickler war zu dieser Zeit, als sich das Projekt noch Twttr nannte, der deutsche Auftragsentwickler Florian Weber.
Im Jahr 2006 wurde Twitter ein Produkt der Firma Obvious. Der Dienst gewann sehr schnell an Popularität. Im März 2007 gewann er den South by Southwest Web Award in der Kategorie „Blogs“. Dorsey, der Mann hinter dem Konzept von Twitter, hielt bei der Verleihung des South by Southwest Web Award folgende humorvolle Rede: „Wir würden uns gern mit 140 Zeichen oder weniger bedanken. Was wir hiermit getan haben!“ Im April 2007 gliederte Obvious Twitter als eigenständiges Unternehmen aus.
Dorsey war CEO, bis er 2008 von Williams ersetzt wurde.
Williams sammelte 2008 etwa 22 Mio. US-Dollar Wagniskapital zum Betrieb und Ausbau des Dienstes ein. Twitter war durch Fred Wilsons Union Square Ventures, Digital Garage, Spark Capital und Jeff Bezos’ Bezos Expeditions finanziell abgesichert. 2008 verkaufte Twitter keine Werbung und erzielte keinerlei Einnahmen.
Im November 2009 sagte Biz Stone während einer Veranstaltung an der Universität von Oxford, dass ein Börsengang als eine Möglichkeit betrachtet werde, um Twitter zu einem Unternehmen auszubauen, das es lange Zeit geben wird. Im Oktober 2010 gab Williams bekannt, dass er seinen Posten als CEO verlässt und Dick Costolo seine Nachfolge antritt. Erst im Jahr 2011 betonte Williams die wichtige Rolle des Mitgründers Noah Glass, die dieser während der frühen Produktentwicklungsphase von Twitter zusammen mit Ideengeber Jack Dorsey hatte. Aufgrund von Meinungsverschiedenheiten mit Noah Glass hatte Williams ihn nach der Firmenausgründung aus Odeo unter der neuen Firma Obvious nicht wieder in das Team aufgenommen.

“It’s true that @Noah never got enough credit for his early role at Twitter. Also, he came up with the name, which was brilliant.”

Ab November 2013 war Twitter an der Börse notiert.
Ende November 2021 gab Jack Dorsey seinen Rücktritt als CEO des Unternehmens mit sofortiger Wirkung bekannt. Nachfolger wurde der vormalige CTO Parag Agrawal.
Anfang April 2022 erwarb Elon Musk einen Anteil von 9,2 Prozent mit einem Wert von knapp 2,9 Mrd. US-Dollar; er wurde damit zum größten Einzelaktionär des Unternehmens.
Daraufhin machte Musk ein Übernahmeangebot für 54,20 US-Dollar je Aktie, was einer Unternehmensbewertung von 43 Mrd. US-Dollar entsprach. Am 25. April 2022 gab Twitter bekannt, dass der Verwaltungsrat der Übernahme einstimmig zugestimmt habe. Im Vorfeld der Übernahme des Unternehmens kündigte Elon Musk an, Twitter zu einer „globalen Plattform für Redefreiheit“ machen zu wollen. Wenige Tage zuvor hatte er geäußert, dass es „sehr wichtig“ sei, „dass Twitter eine inklusive Arena für die Redefreiheit ist“. Es stehe nichts weniger auf dem Spiel als „die Zukunft der Zivilisation“. Musk hatte Twitter zuvor wiederholt Zensur vorgeworfen. Twitter selbst hatte gemäß eigener Richtlinien von Nutzern verfasste Beiträge mit einem Hinweis versehen oder gelöscht, wenn diese nach Ansicht des Unternehmens Unwahrheiten bzw. Falsch- und Desinformationen sowie unbelegte Behauptungen (beispielsweise zu Themen wie COVID-19 oder der US-Präsidentschaftswahl 2020) enthielten. Im Januar 2021 sperrte Twitter Donald Trump wegen des Sturms auf das Kapitol in Washington, zu dem Trump unter anderem auf Twitter indirekt durch die Verbreitung von Wahlfälschungsbehauptungen animiert hatte.
Im Juli 2022 wurde bekannt, dass Musk den vollständigen Kauf von Twitter abgebrochen habe, da ihm unzureichende Angaben zur Zahl von Spam- und Fake-Accounts geliefert worden seien. Twitter wiederum wollte rechtlich gegen den Kaufabbruch vorgehen.
Am 28. Oktober 2022 schloss Musk die Übernahme von Twitter für eine Summe von umgerechnet 44,2 Milliarden Euro ab. Agrawal wurde in diesem Zuge gemeinsam mit Finanzchef Ned Segal, Chefjurist Sean Edgett und Vijaya Gadde entlassen. Mindestens 13 Mrd. Dollar der Kaufsumme wurden durch Kredite finanziert, die Twitter, Inc. selbst tragen muss. Die Zinsen und Tilgungsraten belasten das Unternehmen jährlich mit einer Milliarde Dollar.
 Anfang November 2022 erhielten 3738 der 7500 Beschäftigten ihre Kündigung per E-Mail. In einer Rundmail wurden die Mitarbeiter informiert, dass die Büros an diesem Tag geschlossen und die Zugangskarten deaktiviert worden seien. Beschäftigte reichten eine Sammelklage ein, weil sie nicht wie vorgeschrieben 60 Tage im Voraus über ihre Kündigung informiert worden seien.
Nach der Übernahme der Twitter, Inc. durch Musk stellten Großunternehmen wie VW, General Motors, Mondelez und General Mills sowie Werbekonzerne wie IPG ihre Werbebuchungen auf Twitter ein, wodurch es zu einem starken Umsatzrückgang kam. Elon Musk machte „Aktivistengruppen“ für den Umsatzrückgang verantwortlich.
Im April 2023 wurde Twitter, Inc. mit Elon Musks Unternehmen X Corp., einer Tochterfirma der X Holdings Corp., verschmolzen und als eigenständiges Unternehmen aufgelöst.

## Aktionäre und Wert
Die Finanzierung des Unternehmens erfolgte anfänglich über Investoren, zu denen unter anderem Facebook Inc. und die russische Investmentgesellschaft Mail.Ru Group gehörten.
Anfang März 2011 boten Investoren an einer Versteigerung der SharesPost pro Twitter-Aktie 34,50 US-Dollar. Bei knapp 224 Millionen Aktien ergab dies einen Gesamtwert von 7,7 Milliarden US-Dollar. Noch im Dezember 2010 wurde anlässlich einer Finanzspritze der Unternehmenswert durch Experten auf rund die Hälfte dieses Wertes geschätzt. Ende 2011 wurde ein Investment des saudi-arabischen Milliardärs Al-Walid ibn Talal in Twitter, Inc. bekannt. Dieser stellte dem Unternehmen über seine Kingdom Holding 300 Millionen US-Dollar zur Verfügung und erhielt im Gegenzug bei einem damals auf acht Milliarden Dollar geschätzten Firmenwert eine Beteiligung von 3,8 Prozent.
BlackRock investierte im Januar 2013 rund 80 Millionen US-Dollar in Twitter. Damals wurde das Unternehmen mit 9 Milliarden US-Dollar bewertet.
Im September 2013 reichte das Unternehmen bei der US-Börsenaufsichtsbehörde SEC einen Wertpapierprospekt als Voraussetzung für eine Börsennotierung ein.
Am 7. November 2013 wurden Aktien von Twitter erstmals an der New York Stock Exchange (NYSE) notiert.
Am Ausgabetag ergab sich bei einem Ausgabepreis von 26 US-Dollar pro Aktie und insgesamt 545 Millionen Aktien ein Unternehmenswert von 14,2 Milliarden US-Dollar. Ausgegeben wurden 12,8 Prozent der Aktien, also insgesamt 70 Millionen. Noch am ersten Handelstag stieg der Kurs zwischenzeitlich um über 90 Prozent und schloss schließlich mit 73 Prozent. Die Aktie ging mit knapp 45 US-Dollar aus dem Handel und der Unternehmenswert steigerte sich auf 24,6 Milliarden US-Dollar. 2015 war größter institutioneller Aktionär von Twitter Fidelity Management, größte individuelle Aktionäre: Evan Williams, Al-Walid ibn Talal (bzw. dessen Kingdom Holding), Steve Ballmer (ab Oktober 2015) und Jack Dorsey.
Im April 2022 wurde Elon Musk als größter Aktionär genannt. Mit 73,5 Millionen Aktien hielt er zu dem Zeitpunkt einen Anteil von 9,2 Prozent am Unternehmen. Im Verwaltungsrat hatte er aber wie angekündigt nicht Einzug genommen. Wenig später reichte Musk ein Übernahmeangebot für 54,20 US-Dollar je Aktie ein, wodurch ihn die Übernahme etwa 44 Milliarden US-Dollar (39 Mrd. Euro) kostete. Am 25. April stimmte der Verwaltungsrat von Twitter dem Angebot zu. Damit Musk Twitter übernehmen konnte, brauchte er genügend Aktionäre, die ihre Anteile an ihn abtreten wollten. Da Musk die Aktionäre zu spät über den Kauf von mehr als fünf Prozent des Aktienkapitals informierte, wurde er von Aktionären wegen Kursmanipulation verklagt. Im Juli 2022 wurde bekannt, dass Musk den Kauf von Twitter abgebrochen hatte, da ihm unzureichende Angaben zur Zahl von Spam- und Fake-Accounts geliefert worden seien. Twitter wiederum wollte rechtlich gegen den Kaufabbruch vorgehen.
Am 28. Oktober 2022 bestätigte Twitter die Übernahme und zog das Unternehmen von der Börse zurück. Elon Musk übernahm die Position des CEO. Zweitgrößter Anteilseigner blieb die Kingdom Holding (Stand: Oktober 2022).

## Übernahmen
Im Zuge der globalen Expansion hat Twitter, Inc. immer wieder kleinere Unternehmen gekauft, deren Produkte zeitnah in Twitter integriert wurden oder sich komplementär zur bisherigen Strategie verhalten:
- Am 15. Juli 2008 akquirierte Twitter Summize und integrierte es in seine Website unter der Subdomain search.twitter.com. Summize war ein Internet-StartUp, das den Twitter-XMPP-Stream verwendete, um Benutzern zu ermöglichen, Twitter-Konversationen nahezu in Echtzeit zu durchsuchen. Zum Zeitpunkt des Verkaufs hatte Summize sechs Mitarbeiter, von denen fünf zu Twitter wechselten. Der CEO Jay Verday wechselte in ein anderes Projekt.[54]
- Seit Mai 2012 ist TweetDeck eine Tochtergesellschaft von Twitter.[55] Die Firma bietet Apps für mobile Endgeräte an, mit denen mehrere Twitter-Profile effizient verwaltet werden können. Auch eine Integration von Facebook ist möglich. Mit der Übernahme stärkt Twitter die Verbreitung seiner Plattform auf mobilen Endgeräten und verhindert die Übernahme der populären Software durch einen Konkurrenten.[56] TweetDeck wird seitdem als unabhängige App neben den offiziellen Twitter-Apps weitergeführt.
- BackType, das im Juli 2011 gekauft wurde, war auf die Auswertung von Tweets in Echtzeit spezialisiert.[57] Das Unternehmen bot einen Dienst an, der über Zielgruppe und Reichweite von Meldungen und Profilen in sozialen Netzwerken informiert hat. Zu den Kunden des Anbieters zählten zum Beispiel die New York Times, WordPress und SlideShare.[58] Nach der Akquisition durch Twitter, Inc. wurde BackType eingestellt, die Funktionen der Plattform wurden in die Werbeplattform von Twitter für mittlere und große Unternehmen eingebaut.
- Im Januar 2012 wurde Summify mit Sitz in Vancouver übernommen.[59] Die gleichnamige Plattform aggregiert Nachrichten aus sozialen Netzwerken, ähnlich Flipboard. Im Zuge der Übernahme wurde der Funktionsumfang von Summify auf ein Minimum reduziert, die Entwickler des Angebots wechselten in die Zentrale der Twitter, Inc. nach San Francisco.
- Die Blog-Plattform Posterous wurde im März 2012 gekauft.[60] Nach Einschätzung von Experten hatte es Twitter dabei vor allem auf die Mitarbeiter des populären Dienstes abgesehen. Im Zuge der Übernahme wurde bekanntgegeben, dass Posterous ungeachtet der Übernahme als eigenständige Plattform erhalten bleiben und weiterentwickelt werden soll.[61] Am 15. Februar 2013 wurde bekannt gegeben, dass der Dienst zum 30. April eingestellt wird.[62]
- Im Oktober 2012 übernahm Twitter das Videoportal Vine, noch vor der Veröffentlichung. Über Vine können kurze, maximal sechs Sekunden lange Videos auf Twitter geteilt werden.[63] Vine kam im Januar 2013 auf den Markt und bot zunächst auch eine Integration in Facebook, die später aber seitens der Betreiber gelöst wurde.[64]
- Am 11. April 2013 teilte der kalifornische Musikdienst We Are Hunted auf seiner Website mit, dass das Unternehmen von Twitter zu einem nicht näher genannten Preis übernommen wurde.[65] Auf We Are Hunted konnten Nutzer neu veröffentlichte Songs streamen. Der Dienst erstellte zudem Charts, wobei der Algorithmus teilweise auf Tweets basierte. Bereits wenige Tage nach der Übernahme stellte Twitter ein eigenes Angebot namens #music vor, das weitgehend mit der Funktionalität von We Are Hunted identisch ist.[66]
- 2013 übernahm Twitter das Unternehmen MoPub für rund 350 Mio. US-Dollar.
- Am 4. Juni 2014 übernahm Twitter die Anzeigenplattform Namo Media für fast 100 Mio. US-Dollar.[67]
- Am 19. Juni 2014 kaufte Twitter das Start-up SnappyTV für eine unbekannte Summe. Die Produkte von SnappyTV ermöglichten es, Live-Videoclips und TV-Programme aufzuzeichnen und zu bearbeiten. Zudem ermöglichte SnappyTV das einfache Teilen von bearbeiteten Videoausschnitten auf Twitter und anderen sozialen Netzwerken.[68]
- Am 31. Juli 2014 gab Twitter bekannt, dass es das Start-up Mitro übernommen hat. Mitro war ein Start-up für Passwortsicherheit, das von Google-Ingenieuren gegründet wurde.[69]
- Am 11. Februar 2015 akquirierte Twitter das Start-up Niche für 50 Mio. US-Dollar.[70] Niche wurde von Rob Fishman und Darren Lachtman gegründet und spezialisierte sich auf Social Marketing.[71]
- Im Juni 2016 übernahm Twitter das KI-Start-up Magic Pony für 150 Mio. US-Dollar.[72][73]
- Am 26. Januar 2021 übernahm Twitter das Newsletter-Unternehmen Revue.[74]
- Im Dezember 2021 kaufte Twitter die mit Twitter konkurrierende Plattform Quill und schaltete sie ab.[75]
- 28. Oktober 2022 wurde Twitter von Elon Musk für 44 Milliarden US-Dollar aufgekauft.[53]

## Präsenz in Deutschland
Ab 2012 hatte Twitter eine Niederlassung in Berlin. Erster Deutschlandchef wurde Rowan Barnett, der zuvor Leiter der Social-Media-Abteilung von Bild.de war.
Ab Frühjahr 2014 war der frühere Google-Manager Thomas de Buhr Deutschlandchef.
Im Sommer 2014 wurde eine zweite Niederlassung in Hamburg eröffnet,
die seit der Schließung des Berliner Büros Ende 2016 als einziger deutscher Firmensitz diente. 2017 wurde auch der Standort in Hamburg geschlossen.